# Rimski lonec
Rimski lonec je pripomoček za kuhanje (pečenje). Sestavljen je iz spodnjega dela (praviloma pravokotne oblike) in pokrova. Lahko ima tudi druge oblike.
Izdelan je iz gline, ki pa za razliko od ostalih izdelkov iz gline za kuhanje ni površinsko obdelana (glazirana), ampak je porozna. 
Naziv rimski lonec (Römertopf) bi smeli imeti samo izdelki izdelovalca Römertopf Keramik GmbH, ki je zaščitil blagovno znamko, vendar se naziv uporablja za vse po tehnologiji kuhanja podobne izdelke.
Že v pradavnini so uporabljali lončene lonce za kuhanje in pečenje, Rimljani pa so to tehnologijo (pečenje v lastnem soku) razvili do konca.
Osnova priprave jedi v rimskem loncu je v poroznosti gline. Pred uporabo se mora rimski lonec 15 - 20 minut namakati v vodi, tako da se glina prepoji z vodo. Ko damo s hrano napolnjen rimski lonec v pečico začne voda počasi izparevati, tako da se hrana pripravlja v lastnem soku (izločenim zaradi vpliva temperature) in pari, ki izhlapeva iz gline.
Prednosti pečenja v rimskem loncu so:
- hrana se peče brez ali z minimalnim dodatkom tekočine, tako da ostanejo okus, vonj in hranilne snovi popolnoma ohranjene
- pri praktično vseh jedeh ni potreben dodatekmaščobe
- pokrov ščiti pečko pred onesnaženjem
- če ostane hrana predolgo v pečici se ne izsuši, pred tem jo ščiti pokrov
- pečeno meso je bolj nežno, vendar na žalost nima lepe zapečene skorjice
- če pečemo skupaj meso in krompir se navzame krompir dobrega okusa mesa
- če pečemo pečenko iz mletega mesa (na primer Stefani pečenko) jo ni potrebno obračati in vedno ostane v lepem kosu